# 八代連隊区
八代連隊区（やつしろれんたいく）は、大日本帝国陸軍の連隊区の一つ。1907年（明治40年）に設置され、熊本県・鹿児島県の一部地域の徴兵・召集等の兵事事務を取り扱った。1925年（大正14年）に廃止された。

## 沿革
日本陸軍の内地19個師団体制に対応するため陸軍管区表が改正（明治40年9月17日軍令陸第3号）され、1907年10月1日、八代連隊区を新設し第6師管第11旅管に属した。その管轄区域は陸軍管区表（明治40年軍令陸第3号）により次のとおり定められた。管轄区域は熊本県区域が熊本連隊区から、鹿児島県区域は鹿児島連隊区・都城連隊区から編入して形成された。
- 熊本県

八代郡・球磨郡・葦北郡
- 鹿児島県

伊佐郡・姶良郡・出水郡・薩摩郡
日本陸軍の第三次軍備整理に伴い陸軍管区表が改正（大正14年4月6日軍令陸第2号）され、1925年5月1日に八代連隊区は廃止された。旧管轄区域は二分割され、熊本県区域は熊本連隊区に、鹿児島県区域は鹿児島連隊区に編入された。

## 司令官
- 杉江勝次郎 輜重兵少佐：1907年10月3日 - 11月13日
- 原粛郎 輜重兵少佐：1907年11月13日 - 1911年9月28日
- 野島貫一 歩兵中佐：1911年9月28日 - 1913年8月22日
- 家永直太郎 歩兵中佐：1913年8月22日 - 1915年8月10日
- 藤井知行 歩兵中佐：1915年8月10日 - 1918年7月24日[3]
- 相良広一 歩兵中佐：1918年7月24日[3] - 1921年7月20日[4]
- 押川公実 歩兵大佐：1921年7月20日[4] - 1923年8月6日[5]
- 大森勝 歩兵大佐：1923年8月6日[5] -